# إيستر ندياي
إيستر ندياي (بالفرنسية: Esther Ndiaye)‏ هي مُقدمة برامج ومُمثلة سنغالية. اشتغلت إيستر كمُذيعة في قناة TFM في الفترة من 2014 إلى 2016، وقد كانت تُقدم برنامج «داكار لا تنام أبدا» (بالفرنسية: Dakar ne dort pas)‏.
في سنة 2019، لعبت دور «راكي سو» في مُسلسل «عشيقة رجُل مُتزوج» (بالفرنسية: Maîtresse d'un homme marié)‏. تعمل راكي كمسؤولة عن العُمال في شركة للبناء، وتعيش مع والدتها التي تربطها بها علاقة صعبة.